# АО-27
АО-27 — опытный автомат под патрон с оперённой подкалиберной стреловидной пулей, сконструированный Д. И. Ширяевым в 1961 году.

## История
История создания связана с экспериментальным комплексом «оружие — патрон со стреловидной пулей», который разрабатывался в НИИ-61 (позднее — ЦНИИТочМаш) с 1960 года. К этому времени был завершён ряд исследований, направленных на повышение эффективности автомата АКМ при стрельбе из неустойчивых положений. Было решено, что наиболее приемлемым решением проблемы является снижение момента отдачи. Был разработан для использования патрона с оперённой подкалиберной стреловидной пулей и отделяемым ведущим двухсекторным поддоном.

## Описание
Автоматика работала по принципу отвода части пороховых газов через боковое отверстие в стенке ствола с длинным ходом газового поршня. Затвор — поворотный, с двумя боевыми упорами. Ложа и цевьё автомата АО-27 деревянная. Предохранитель-переводчик режимов огня позади спускового крючка, ударно-спусковой механизм ударникового типа позволял вести огонь одиночными выстрелами и очередями. Прицел изначально был диоптрическим, но вскоре был изменён на регулируемый секторный (по рекомендации военных).

## Дальнейшая судьба
Патрон обладал хорошей настильностью, хотя и не идеальной кучностью стрельбы. Однако из-за неудовлетворительного останавливающего действия пули, дороговизны и недоработанности патрона все разработки были отклонены.

## Патрон
Для сохранения и даже увеличения дальности прямого выстрела калибр необходимо было уменьшить. Патрон автомата — это патрон с оперённой подкалиберной стреловидной пулей и отделяемым поддоном. Он получил обозначение ОПС (оперённый подкалиберный стрелковый).
Характеристики патрона:
- вес патрона: 10,5 г
- вес пули: 2,4 г
- длина патрона: 63 мм
- длина пули: 55 мм
- калибр пули: 3 мм